# 利多 (愛達荷州)
利多（英語：Leadore）是一個位於美國愛達荷州萊姆哈伊縣的城市。

## 地理
利多的座標為44°40′47″N 113°21′38″W / 44.67972°N 113.36056°W，而該地的平均海拔高度為1820米（即5971英尺）。

## 人口
根據2010年美國人口普查的數據，利多的面積為0.80平方千米，當中陸地面積為0.80平方千米，而水域面積為0.00平方千米。當地共有人口105人，而人口密度為每平方千米131.25人。